# ولادیمیر اندریف (بازیکن بسکتبال)
ولادیمیر اندریف (روسی: Владимир Георгиевич Андреев؛ زادهٔ ۱۴ ژوئن ۱۹۴۵) بازیکن بسکتبال اهل اتحاد جماهیر شوروی سوسیالیستی است.
از باشگاه‌هایی که در آن بازی کرده‌است می‌توان به باشگاه بسکتبال زسکا مسکو اشاره کرد.
وی در مسابقات کشوری و بین‌المللی در مجموع برندهٔ ۴ مدال طلا، ۱ مدال برنز شده‌است.